# Chiesa di Santa Maria Assunta (Genova, Pra')
La chiesa di Santa Maria Assunta è la parrocchiale di Pra', quartiere di Genova, in città metropolitana e arcidiocesi di Genova; fa parte del vicariato di Pra' - Voltri - Arenzano.

## Storia
L'originaria pieve di Pra', dedicata anch'essa all'Assunzione della Beata Vergine Maria e sorta probabilmente in epoca paleocristiana, fu distrutta verso il 936 o il 937 dai saraceni.
La chiesa è poi attestata col titolo di Santa Maria Plebis Vulturis in due atti rispettivamente del 1158 e del 1163; in ulteriori documenti del 1175 si cita la nomina dell'Arciprete Guglielmo e in esso la Pieve dell'Assunta viene indicata come sede del "Collegio Canonicale" che era composto dalle chiese sottoposte alla Pieve, ovvero: Santi Nazario e Celso di Arenzano, San Nicolò, Sant'Erasmo e Sant'Ambrogio di Voltri, Sant'Antonio di Mele, San Marziano di Pegli, dei Santi Nazario e Celso di Multedo, di Sant'Eugenio di Crevari. Altri documenti del 1222 e del 1239 la citano nuovamente in quel ruolo.
Annesso alla pieve era un ospizio, inoltre era presente presso la chiesa una scuola pubblica nella quale erano custoditi ben nove volumi.
Nella notte del 15 luglio 1588 dei corsari saraceni sbarcarono in paese e danneggiarono gravemente la struttura architettonica pieve,  dopo averla depredata.
La prima pietra della nuova parrocchiale fu posta nel 1688; l'edificio, realizzato per interessamento di don Antonio Pizzorno, venne consacrato dal vescovo di Savona Vincenzo Durazzo il 30 ottobre 1712.
Nel 1746, durante la rivolta di Genova, le truppe austriache razziarono la chiesa; il 12 luglio 1756, in seguito a una disputa tra i rettori di Pra' e di Voltri sui diritti delle rispettive parrocchie, fu riconosciuta dal tribunale ecclesiastico di Roma la precedente della pieve matrice praese.
Il 20 dicembre 1796 l'arcivescovo Giovanni Lercari ripristinò il collegio canonicale, che, dopo essere stato nuovamente soppresso, fu istituito per la terza volta nel 1898 dall'arcivescovo Tommaso Reggio, per poi venir definitivamente sciolto nel Novecento; nel frattempo,  nel 1838 la chiesa era stata ristrutturata.

## Descrizione
Dell'antica chiesa romanica a tre navate rimase il presbiterio, il coro, la cappella maggiore e le due laterali che anticamente fronteggiavano le navate minori, demolite per far posto ad un'unica navata.

### Esterno
La facciata a capanna della chiesa, che guarda a ponente, è tripartita da lesene e da cornici, presenta centralmente il portale d'ingresso, sormontato da una finestra semicircolare e affiancato da due nicchie vuote, un tempo finestre chiuse nel 1901 per far posto alla nuova orchestra con organo, ed è coronata dal timpano abbellito da pitture.
Perdute sono invece le decorazioni ad affresco del pittore Andrea Ansaldo che si trovavano sulla facciata e rappresentavano N.S. Assunta attorniata dai santi titolari delle chiese suffraganee.
Annesso alla parrocchiale è il campanile a base quadrata, suddiviso da cornici marcapiano in registri e abbellito da lesene angolari; la cella, sulla quale si apre una monofora per lato, è coronata dal sorreggente la copertura a cupola, sormontata da una lanterna.

### Interno
L'interno dell'edificio si compone di un'unica navata lunga 23 metri e larga 12, ai lati sono collocati tre altari e le cui pareti sono scandite da lesene sorreggenti la trabeazione sopra cui s'imposta la volta a botte; al termine dell'aula si sviluppa il presbiterio, votato anch'esso a botte e inframezzato tra due grandi cappelle.
Partendo dall'ingresso, nel primo altare che si incontra campeggia il dipinto su tavola Sant'Antonio Abate, eseguito da Ludovico Brea. Nel secondo altare è collocato il dipinto ad olio Beata Vergine Assunta, dipinto da Domenico Piola. Infine conclude la parete di destra l'Altare delle anime con crocifisso ligneo del XV secolo che la tradizione indica proveniente dal naufragio di una nave genovese sulla spiaggia di Prà. Nella cappella laterale destra, affrescata dal pittore voltrese Canepa, è presente l'opera La Natività, attribuita a lungo ad Andrea Semino e invece firmata da Simone Balli.
L'abside è stata decorata dai pittori Baratta e Paganelli (XVII-XIX secolo) e ivi campeggia l'affresco della Natività che funge da sfondo alla statua lignea dell'Assunta scolpita da Giovanni Battista Drago nel 1877 e poggiante su un altare in marmo surrogato di quello in bronzo asportato dalle truppe napoleoniche.
Il tabernacolo in marmo è datato 1430 e risale all'antica chiesa, opera dello scultore Pietro Sormano nativo di Ostegno.
Nella cappella laterale sinistra, affrescata sempre da Canepa, è collogata la statua in marmo raffigurante Nostra Signora del Rosario (XVII secolo) di Domenico Parodi. Proseguendo il percorso è presente l'altare dedicato a Sant'Erasmo, patrono dei pescatori, e ivi allocata l'omonima tela attribuita a Orazio de Ferrari o a Giovanni Battista Gaulli. I successivi altari sono dedicati al Sacro Cuore con opera pittorica di Traverso (XX secolo) e a Sant'Isidoro, protettore degli agricoltori, con quadro richiamante lo stile di Agostino Ratti e risalente al XVII secolo.
La volta a botte è decorata da un medaglione raffrigurante L'incoronazione della Vergine di Umberto Morigliani iniziata nel 1914, mentre l'affresco sopra l'altare maggiore raffigurante gli Apostoli in contemplazione della Vergine condotta in cielo dagli angeli è attribuito a Lazzaro Tavarone.
Completano l'allestimento sei statue in gesso poste nelle nicchie delle pareti laterali e raffiguranti gli apostoli Pietro, Paolo, Andrea e gli evangelisti Matteo, Marco e Giovanni mentre la statua di Luca fu rimossa nel 1901 per far posto al nuovo ingresso dell'orchestra.